# Ron Holland (Designer)

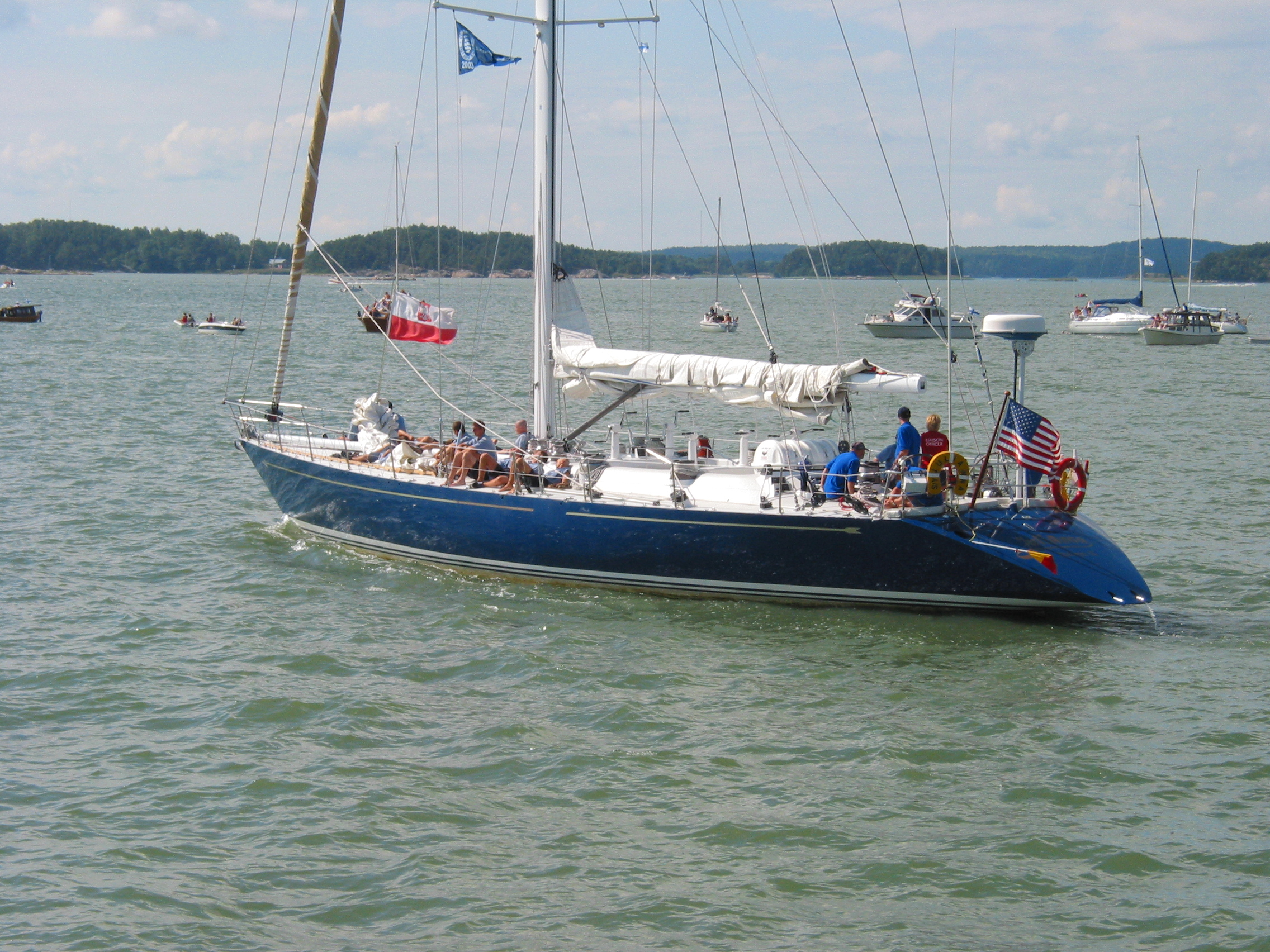
SY Julianna, ein Ron-Holland-Design

Ronald John Holland (* 1947 in Auckland, Neuseeland) ist ein neuseeländischer Designer von Yachten. Neben mehreren erfolgreichen Rennyachten zeichnet er auch die Superyachten Mirabella V und Ethereal. Er lebt in Vancouver, Kanada.

## Biografie
Holland startete seine Karriere im Segelsport mit Acht. Dann lernte er Bootsbauer in Auckland, wo er auch 1966 sein erstes Schiff entwarf, die 26-Fuß-Sloop White Rabbit.
Danach zog er nach Florida, wo er das 24-Fuß-Boot Eygthene entwarf, welches 1973 den Quarter Ton Cup gewann. (Der Name ist eine Anspielung auf die Aussprache des Wortes eighteen (achtzehn), weil diese Schiffe gemäß den IOR-Regeln als 18-Fuß-Schiffe gelten.) Der Erfolg dieses Designs brachte ihm den Auftrag ein, für den irischen Geschäftsmann Hugh Coveney ein Schiff für die Ein-Tonnen-Klasse zu entwerfen. Der Auftrag ermöglichte ihm, sich selbstständig zu machen. In den folgenden Jahren entwarf er erfolgreich diverse Boote für Segelregatten. Die Schiffe gewannen berühmte Regatten wie das Fastnet Race und segelten im Admiral’s Cup ganz vorne mit. Er hatte allerdings auch mit Rückschlägen zu kämpfen, so etwa als die von ihm gezeichnete Drum im Fastnet-Rennen von 1985 ihren Kiel wegen eines Konstruktionsfehlers verlor, was beinahe in einer Katastrophe endete. 
Neben Regattadesigns entwickelte Holland auch klassische hochseefähige Fahrtenyachten. 
Seit einigen Jahren hat sich Holland insbesondere durch das Design sehr großer Yachten einen Namen gemacht. Dies begann 1986 mit dem Bau der 103-Fuß Whirlwind XII. Diese lässt sich trotz ihrer Größe mit einer kleinen Crew segeln. 2003 lief Mirabella V vom Stapel, nicht nur das größte von Holland gebaute Schiff, sondern auch der größte Einmaster weltweit.